# Herb powiatu przasnyskiego
Herb powiatu przasnyskiego – jeden z symboli powiatu przasnyskiego, ustanowiony 26 kwietnia 2000.

## Wygląd i symbolika
Herb przedstawia na tarczy czwórdzielnej w pierwszym polu srebrnym mur czerwony, z trzema wieżami tego samego koloru (herb Przasnysza - stolicy powiatu); każda z wież ma czarne drzwi oraz po jednym oknie łukowym na nimi, a także trójkątny czerwony dach. Pola drugie i trzecie przedstawiają trzy złote kłosy zboża (żyto), z których dwa skrajne ułożone skośnie do krawędzi bocznej pola (tworząc niejako wachlarz). Barwy pól kolejno błękitna i zielona. W czwartym polu na srebrnym tle zielone drzewo o trzech korzeniach i dwóch konarach, z których prawy dodatkowo rozgałęziony na dwa mniejsze, na którego szczycie znajduje się owoc karczocha zielony; na lewo od pnia czarny róg myśliwski z okuciami, ustnikiem i wylotem w kolorze złotym, ułożony na opak w skos (herb Chorzel).